# Cielo dammi la Luna
Cielo dammi la Luna è un singolo del cantante italiano Sangiovanni, pubblicato il 25 marzo 2022 come secondo estratto dall'album di debutto Cadere volare.

## Tracce
Testi e musiche di Giovanni Pietro Damian e Riccardo Scirè.
1. Cielo dammi la Luna – 2:34

## Classifiche
| Classifica (2022) | Posizione massima |
| ----------------- | ----------------- |
| Italia            | 21                |